# Kiitokori
Kiitokori Oy — финская фирма, выпускающая автобусы, и на их базе, специализированные автомобили: передвижные библиотеки, магазины, медицинские центры, офисы, телестанции и др. Первые автобусы MiniStar, MidiStar изготавливаются с 1949 года. Их надёжные кузова, сделанные из нержавеющей стали имели гарантию 25 лет.
Современный модельный ряд фирмы включает различные городские, пригородные, перронные и междугородные автобусы.
CityStar — серия городских и пригородных автобусов на шасси Scania K114. Городской вариант рассчитан на 120 пассажиров (из них 30 сидячих), пригородный имеет 42 сиденья (+4 откидных).
OmniStar — междугородный лайнер длиной 12 метров на шасси Scania K114 IB.
KK2600 — перронный низкопольный автобус длиной 13 м и шестью распашными дверями.
Вместимость 150 человек.